# São Luís (Maranhão)
São Luís is de hoofdstad en tevens grootste stad van de Braziliaanse deelstaat Maranhão. São Luís is al sinds 1621 de hoofdstad van de deelstaat Maranhão en telt meer dan een miljoen inwoners. De stad ligt aan de Baía de São Marcos, een baai van de Atlantische Oceaan.

## Geschiedenis
De geschiedenis van São Luís begint rond 1530 als een kleine nederzetting onder de naam Nossa Senhora de Nazaré. De inwoners waren van Spaanse en Portugese afkomst. In 1612 bouwen twee Franse officieren een fort, ze noemen het Fort Saint-Louis ter ere van koning Lodewijk XIII van Frankrijk. Al in 1615 valt het gebied weer in Portugese handen dankzij Jerônomo de Albuquerque en hij geeft de plaats zijn huidige naam. In 1641 wordt São Luís nog voor een paar jaar door troepen van Johan Maurits ingenomen totdat in 1664 de Portugezen in heel Brazilië de overhand krijgen.

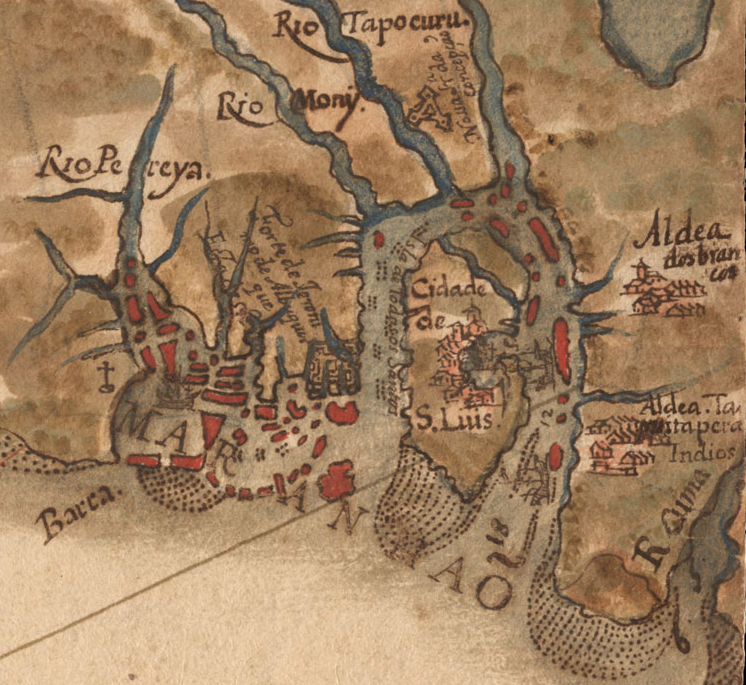
São Luís op een kaart uit 1629

Kort na het verdrijven van de Fransen worden al plannen gemaakt om de plaats te versterken met militaire werken en wordt ook een stadsplan gemaakt. Het ontwerp voor de stad bestond uit rechte straten en huizenblokken in een rechthoekige vorm. Dit patroon is tegenwoordig nog duidelijk waarneembaar in het oude stadscentrum.
In 1621 wordt São Luís de hoofdstad van Maranhão. Aan het eind van de eeuw leven zo’n 10.000 mensen in de plaats en aan het eind van de 18e eeuw was het aantal inwoners gestegen naar 17.000. Het was een economische bloeiperiode, vooral de slavenhandel was een lucratieve onderneming. In 1755 werd een handelsonderneming opgericht, de Companhia Gerai de Comércio do Grâo Para e do Maranhâo, en Sâo Luis wordt een belangrijke haven voor de export van producten uit de regio. De winsten uit de handel worden gebruikt voor de bouw van nieuwe huizen. Deze werden versierd met hout en marmer uit Portugal en aan de buitenzijde bekleed met geglazuurde en kleurrijke tegels. Dit laatste maakt de stad zo uniek. Het was ook de eerste plaats in Noord-Brazilië met een tram. Naast de handel werden ook textielbedrijven in en om de stad gebouwd.
Aan het begin van de 20e eeuw stagneert de economie en de handel en werkgelegenheid lopen terug. Vanaf 1920 was er geen geld meer voor grote vernieuwingen. De oude stadskern is goed behouden en is de laatste decennia opgeknapt mede door de toewijzing door de UNESCO als werelderfgoed.

## Geografie
São Luís ligt aan het oostelijke deel van Ilha de São Luis in de baai van São Marcos. Door de getijdewerking zijn er bij eb veel zandbanken.

## Aangrenzende gemeenten
De gemeente grenst aan Alcântara, Bacabeira, Bacurituba, Cajapió, Paço do Lumiar, Raposa, Rosário en São José de Ribamar.

## Economie
Bij de stad ligt de haven van Itaqui. De baai waaraan de stad en haven ligt is van nature heel diep. De haven telt twee terminals niet voor algemeen gebruik. De Ponta da Madeira is eigendom van het mijnbouwbedrijf Vale. Het wordt bijna uitsluitend gebruikt voor de overslag van ijzererts. In 2012 werd daar ruim 100 miljoen ton erts overgeslagen. De allergrootste bulkcarriers van de Valemaxklasse kunnen bij deze terminal geladen worden. De belangrijkste industrie van de stad is textiel, tevens zijn er veel suikerraffinaderijen.

## Religie
Aartsbisdom São Luís do Maranhão

## Werelderfgoed
Het oude centrum staat op de werelderfgoedlijst van UNESCO.

## Bekende inwoners van São Luís

### Geboren
- Belfort Duarte (1883-1918), voetballer
- Ferreira Gullar (1930-2016), schrijver
- Tânia Maria (1948), zangeres, pianist en componist
- Flávio Dino (1968), gouverneur van Maranhão[3]
- Luis Oliveira (1969), Belgische voetballer
- Wamberto de Jesus Sousa Campos, "Wamberto" (1974), voetballer
- Vanderley Dias Marinho, "Derley" (1987), voetballer
- Dyego Sousa (1989), Portugees-Braziliaans voetballer
- Danilo Sousa Campos "Danilo" (1990), Braziliaans/Belgische voetballer
- Pablo Nascimento Castro, "Pablo" (1991), voetballer
- Thiago Mendes (1992), voetballer
- Wanderson Maciel Sousa Campos, "Wanderson" (1994), Braziliaans/Belgische voetballer

## Galerij

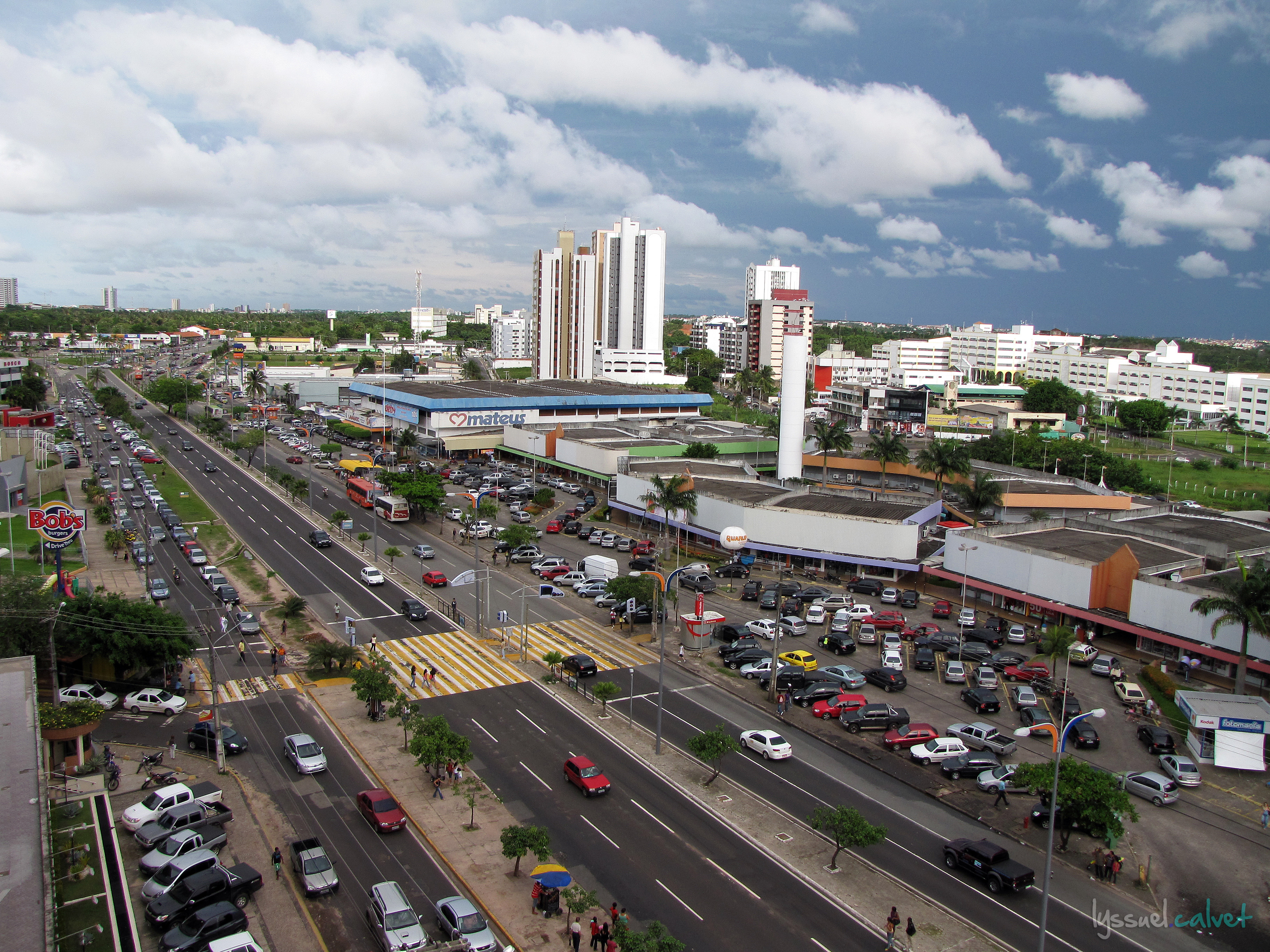
De hoofdstraat Avenida Colares Moreira in São Luís
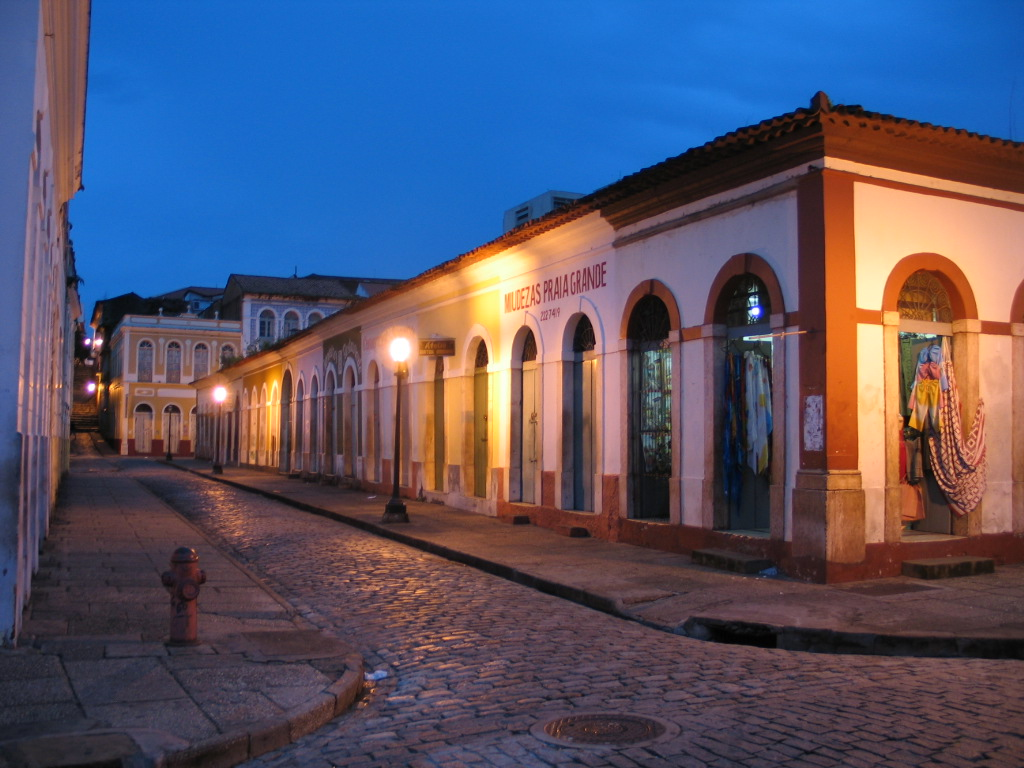
Oude centrum van São Luís